# Trinity (Texas)
Trinity város az Amerikai Egyesült Államokban, Texas államban, Trinity megyében. Tengerszint feletti magassága 71 méter, területe 9,819979 km².